# Strudel (Physik)

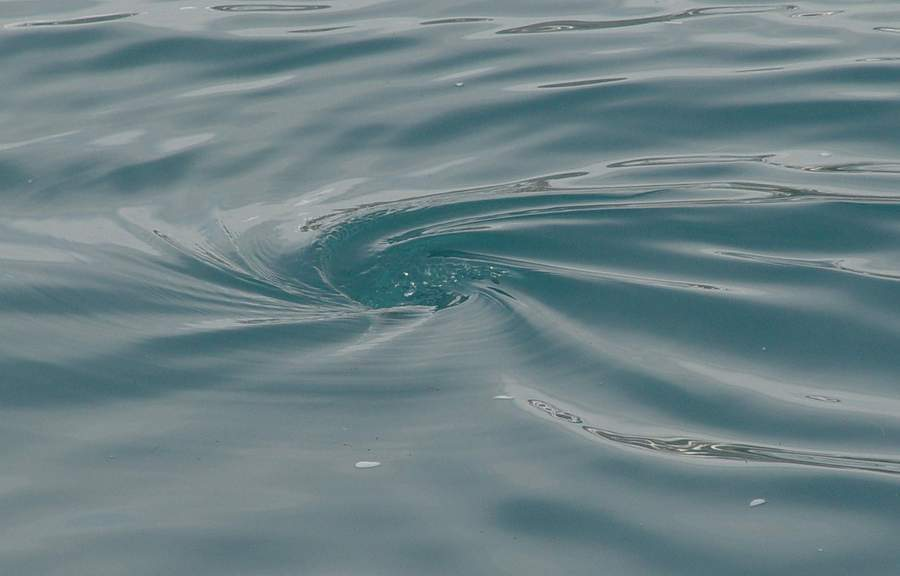
Strudel im Ytste-Mardola-Stausee in Norwegen

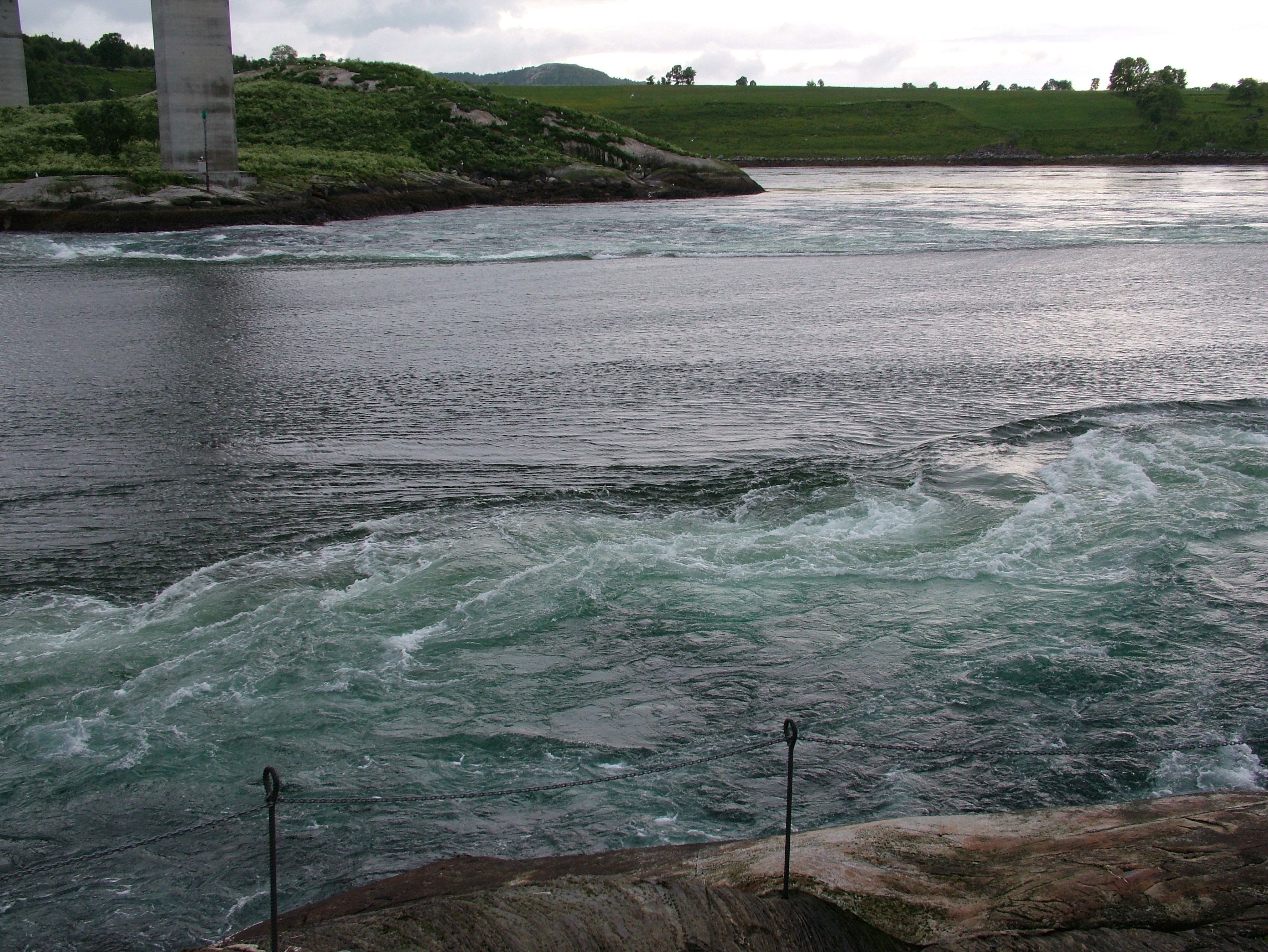
Gezeitenstrom Saltstraumen, der starke Strudel entstehen lassen kann

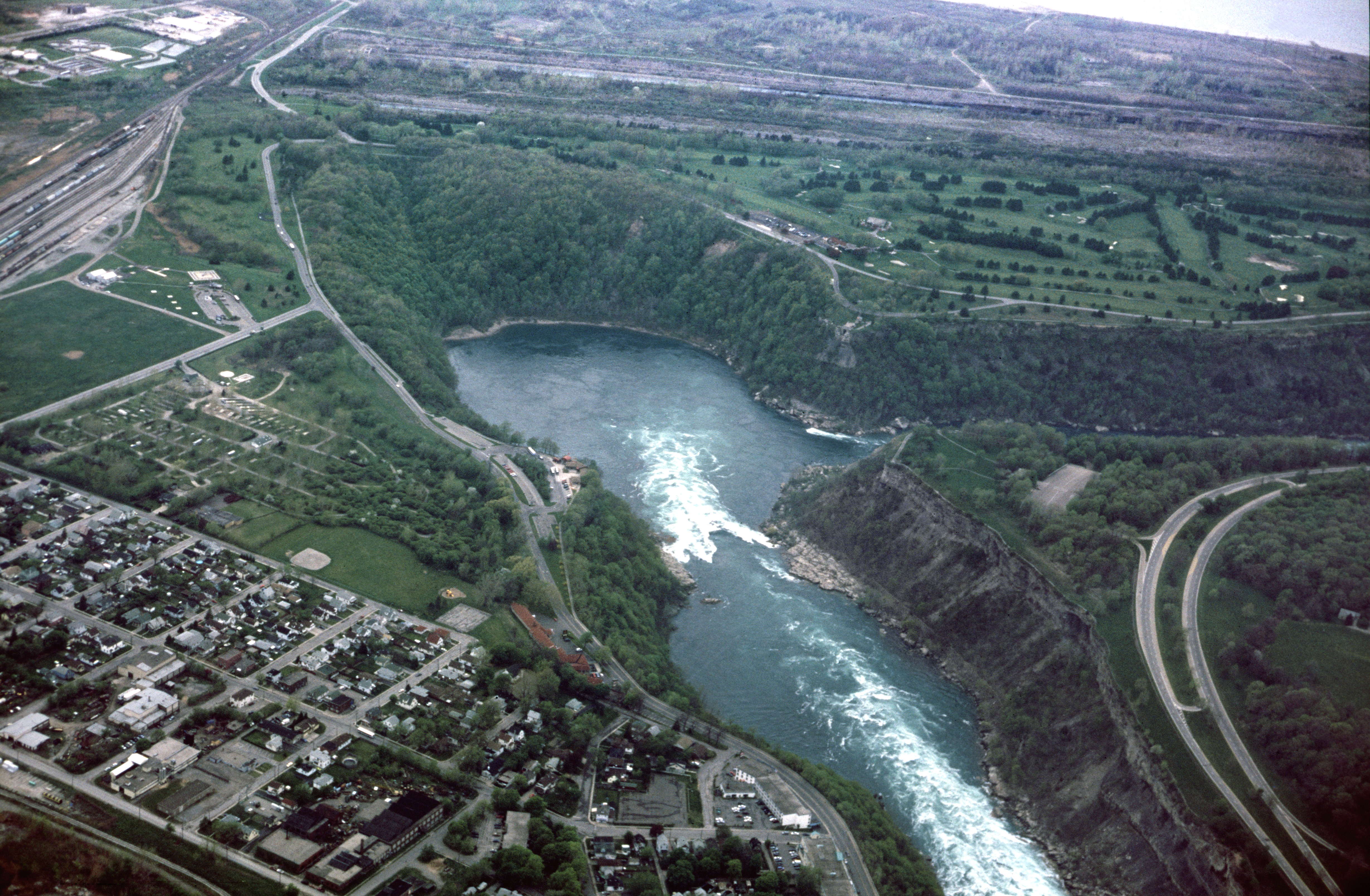
Der Niagara Whirlpool etwa 5 km unterhalb der Niagarafälle (Luftaufnahme)

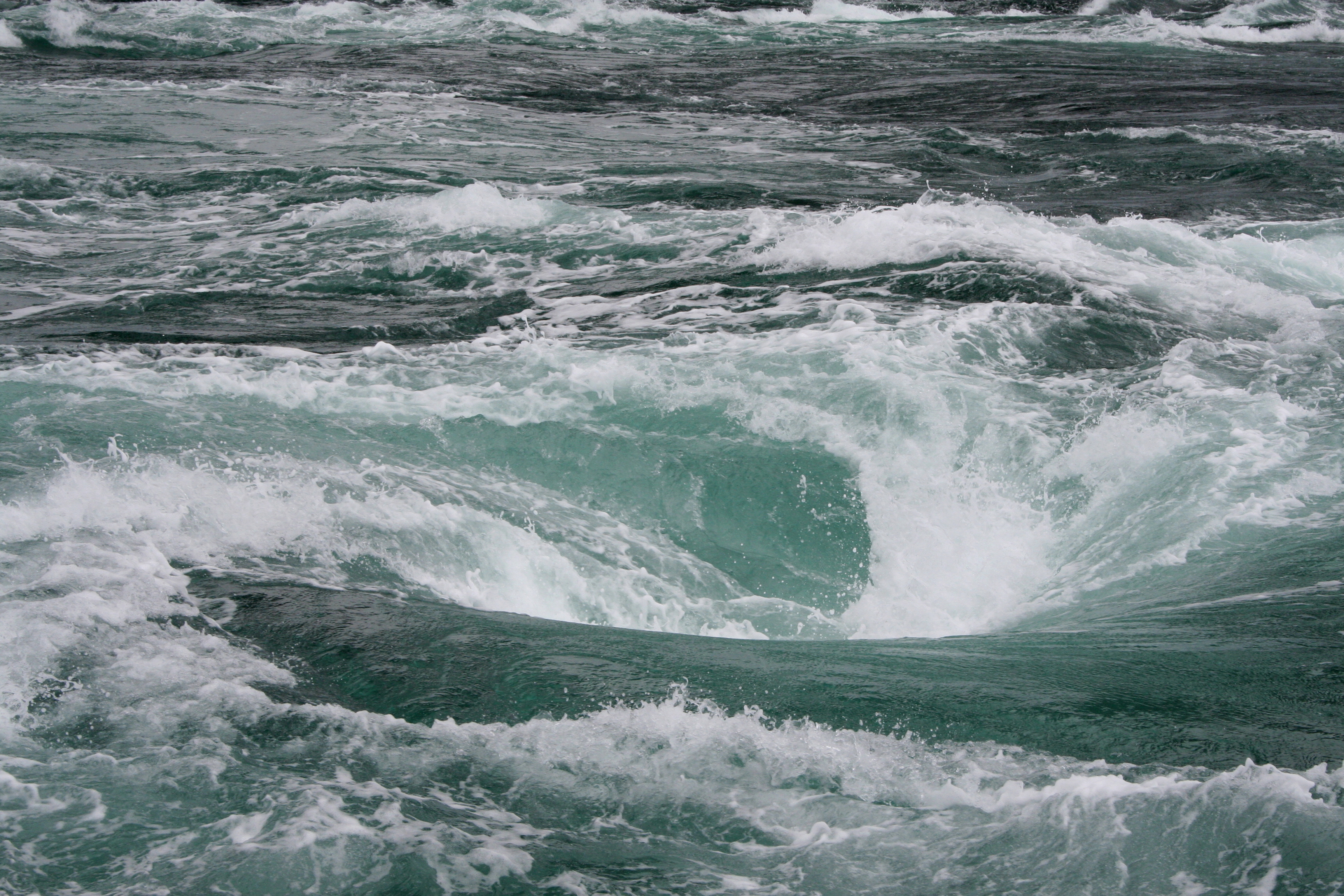
Naruto-Strudel, von einem Touristenboot aus fotografiert

Ein Strudel ist ein Wirbel oder eine Stelle, an der sich das Wasser oder eine andere Flüssigkeit in einer kreis- oder spiralförmigen Bewegung nach unten bewegt, wobei sich in der Mitte eine trichterförmige Vertiefung bilden kann. Norddeutsch wird ein Strudel mit starker Gegenströmung auch eine Neer genannt.

## Ursachen
Von besonderem Interesse sind die Strudel, welche sich in den oberen Läufen der Flüsse infolge der Unebenheiten des Grundes in Verbindung mit Wasserfällen und Stromschnellen bilden. Ihre Erosionswirkung kennzeichnet sich durch die Bildung von Strudellöchern oder Riesentöpfen. An Gewässermündungen ins Meer können Strudel durch Interaktion von Süßwasser zu Salzwasser entstehen, da Salzwasser dichter ist als Süßwasser. Des Weiteren können Strudel durch Zu- und Abflüsse unter der Wasseroberfläche (im Tiefenwasser) entstehen, beispielsweise durch Ansaugrohre für Kühlwasser (Süßwasser) von Kraftwerken.

## Gefahren
Strudel können besonders für Badende und Boote, aber kaum für größere Schiffe gefährlich werden. Die kreis- oder spiralförmige Bewegung des Wassers reißt den Schwimmer oder das Boot mit sich mit und zieht es auf den Grund. Es ist sehr schwer, der wirbelnden Bewegung eines Strudels zu widerstehen. Deshalb besteht die Gefahr, darin zu ertrinken. Aus diesem Grund raten führende Experten der Bundeswehr, nicht gegen den Sog des Strudels anzukämpfen, sondern mit aller Kraft in Richtung Boden zu tauchen und den Strudel gewissermaßen zu untertauchen, da am Grunde die Sogwirkung am schwächsten ist.

## Beispiele in der Natur
Strudel entstehen in reißenden Strömungen, wie sie im offenen Meer gar nicht und in engen Meeresstraßen selten vorhanden sind.
Beispiele für Strudel in der Natur sind:
- Corryvreckan: Der gefährliche Wasserstrudel innerhalb der Straße von Corryvreckan, auch Whirlpool von Corryvreckan genannt, kostete schon zahlreiche Schiffsmannschaften, Menschen sowie Tiere das Leben und ist Touristenattraktion sowie Gefahrenstelle gleichermaßen. Er befindet sich in der schottischen Council Area Argyll and Bute am Ende des Jura-Sunds, zwischen der Insel Jura und Scarba. Er gilt als der zweitstärkste Meeresstrudel der Welt. Für die Schifffahrt gilt er als die einzige unbefahrbare Stelle der Britischen Inseln.

- Moskenesstraumen/Saltstraumen/Mahlstrom: Dieses große Strudelsystem vor den norwegischen Lofoten, welches oft unter dem Begriff „Mahlstrom“ zusammengefasst wird, korrekt aber aus dem Moskenesstraumen und dem Saltstraumen besteht, wird aufgrund seiner Strömungsgeschwindigkeit von 27,8 Kilometer pro Stunde oft als die gefährlichste Strömung der Welt bezeichnet. Tatsächlich stellt es jedoch nur für kleinere Boote eine ernstere Gefahr dar.

- Donauwelle: Dieser ehemals sehr starke Strudel unterhalb von Grein in Oberösterreich auf der Nordseite der Insel Wörth hat seit 1866 durch Sprengungen seine Gefährlichkeit für die Schifffahrt verloren. Flussaufwärts liegt in Regensburg der Regensburger Strudel unterhalb der Steinernen Brücke. Er resultiert aus den engen Brückendurchlässen.

- Kongostrudel: Der Kongostrudel befindet sich in der Demokratischen Republik Kongo im Fluss Kongo. Er liegt etwas flussabwärts von Vivi.

- Naruto-Strudel: Die überaus starken Naruto-Strudel in einer Meerenge in Japan weisen Geschwindigkeiten von bis zu 20 Kilometern pro Stunde auf.

- Old Sow: Der Old Sow ist ein Strudel zwischen New Brunswick und Maine. Er erreicht Spitzengeschwindigkeiten von bis zu 27,7 Kilometer pro Stunde.

- Charybdis: Die Charybdis aus der Odyssee befand sich angeblich in der Straße von Messina zwischen Sizilien und dem italienischen Festland.

## Strudel in Abflüssen
Eine lange Kontroverse gibt es über die Frage, ob das Drehverhalten eines Wasserstrudels, zum Beispiel in einer Badewanne, durch die Corioliskraft entscheidend beeinflusst wird. Nachdem der Abfluss geöffnet wird, müsste sich demnach der entstehende Strudel auf der Nordhalbkugel gegen den Uhrzeigersinn, auf der Südhalbkugel entsprechend im Uhrzeigersinn drehen, ähnlich wie es in der Atmosphäre in Hoch- und Tiefdruckgebieten geschieht. Unter Idealbedingungen wurde dieser Effekt der Corioliskraft im Jahre 1962 von Ascher Shapiro in Wasserbecken von jeweils zwei Metern Durchmesser bewiesen, wobei eine Versuchsreihe in Watertown (Massachusetts) stattfand, eine zweite mit identischem Aufbau kurz darauf durch andere Physiker in Cambridge, England durchgeführt wurde. Der Wasserinhalt der Becken war vorher absolut in Ruhe gebracht worden. Die Drehrichtung des Strudels beim Abfließen war stets entgegen dem Uhrzeigersinn. 1965 wurde dasselbe Experiment in Sydney durchgeführt. Hier drehte der Strudel stets im Uhrzeigersinn. Da die Corioliskraft in Wasserbecken jedoch äußerst gering ist, funktioniert das Phänomen wenn überhaupt nur unter Idealbedingungen zuverlässig. Dass es in der Praxis beobachtbar ist, wird durch andere Untersuchungen widerlegt.